# Зидни гуштер
Обични зидни гуштер (лат. Podarcis muralis)је врста гуштера широко распрострањена у Европи. У Америке је пренет људском заслугом и тамо га зову европски зидни гуштер. Мали је и безопасан, а расте до 20 cm у дужину (укључујући реп, на који отпада 2/3 дужине).

## Распознавање
Ово је мали, танушан гуштер, а боја и шаре су му разнолики. Углавном су браонкасто-сиви, а могу имати и зелених шара (зелена са обично јавља само на леђима). Неки примерци могу имати тачкице по леђима, а други неправилне шаре са тачкама на боковима. Реп им је браон, сив или риђ и такође може имати светле пруге са страна. На трбуху имају 6 редова крупних правоугаоних плочица које су обично црвенкасте, ружичасте или наранџасте. Могу имати тамне флеке на грлу.
У доба парења, мужјацима се грло и трбух боје у наранџасто.

## Распрострањеност и статус
Потиче из средње Европе, а има га и у централној Шпанији, јужној Белгији и Холандији. Пренет је у Британију и Северну Америку. Не спада у угрожене врсте; напротив, то је најраспрострањенија врста гуштера у Европи.

## Станишта
Зидни гуштери највише воле каменито окружење, а одлично се сналазе и у људским насељима (како им и име каже). Крију се међу камењем, у процепима стена, пукотинама и фугама зидова, међу рушевинама и на другим местима која су за то погодна. Захваљујући оштрим канџицама, могу се пети и уз усправне површине, само ако су довољно храпаве да се за њих могу закачити.

## Остали подаци
Дневна је врста. Храни се ситним бескичмењацима, углавном инсектима и пауцима, мада једе и друге гуштере. Леже се из јаја, а женка положи око осам комада. Спава зимски сан од почетка новембра до половине фебруара.
Пари се током марта и почетком априла.
Главни природни непријатељи су му: птице, змије, мачке и ласице.
У случају нужде, може да одбаци реп и тако завара грабљивца. Нови реп му израсте кроз неко време, али му недостатак репа отежава борбу за животни простор.